# 미시마 케이스케
미시마 케이스케(일본어: 三嶋 啓介, 1985년 10월 18일 ~ )일본 배우. 어린 시절부터 대학 입학까지 모델 사무소에 소속되어 연예계에서 배우로 활동하고 있었다. 일본 대학 법학부 졸업 후 2010년부터 도쿄 본사 오피스 컨설팅 사업부에서 근무하고 있다.

## 출연

### TV 드라마
- 불타라!! 로보콘 - 쿠리하라 오사무 역